# Durio grandiflorus
Durio grandiflorus — вид плодовых тропических деревьев рода Дуриан семейства Мальвовые. Эндемик острова Калимантан. Произрастает в равнинных диптерокарповых лесах на высоте до 500 метров над уровнем моря.
Некрупное (среди дурианов) дерево с высотой ствола до 30 м и диаметром до 50 см. Длина плодов — до 20 см, ширина — до 15 см. Снаружи фрукты покрыты жёсткими колючками длиной до 2 см. Внутри плода несколько коричневых семян длиной до 3 см.
Охранный статус вида — VU — находится в уязвимом положении.